# Овчинниковская
Овчинниковская — деревня в Вельском районе Архангельской области. Входит в состав Муниципального образования «Усть-Вельское».

## География
Деревня расположена в южной части Архангельской области, в таёжной зоне, в пределах северной части Русской равнины, в 6 километрах на северо-запад от города Вельска, на левом берегу реки Вель притока Ваги. Ближайшие населённые пункты: на юго-востоке деревня Ерёминская, на северо-западе деревня Тарасовская.
Часовой пояс
Овчинниковская, как и вся Архангельская область, находится в часовой зоне МСК (московское время). Смещение применяемого времени относительно UTC составляет +3:00.

## Население
| 2002 | 2010 | 2012 | 2014 |
| ---- | ---- | ---- | ---- |
| 8    | ↘0   | →0   | →0   |

## История
Указана в «Списке населённых мест по сведениям 1859 года» в составе Вельского уезда(2-го стана) Вологодской губернии под номером «2537» как «Овчинниковская (Черкасье)». Насчитывала 4 двора, 11 жителей мужского пола и 11 женского.
В материалах оценочно-статистического исследования земель Вельского уезда упомянуто, что в 1900 году в административном отношении деревня входила в состав Кьяндского сельского общества Устьвельской волости. На момент переписи в селении Овчинниковская(Черкасиха) находилось 5 хозяйств, в которых проживало 20 жителей мужского пола и 11 женского.

## Инфраструктура
В 1,2 километрах от деревни проходит федеральная автомобильная дорога М8(Объездной участок вокруг города Вельск). В 0,3 километрах проходит автомобильная дорога общего пользования регионального значения «К-002» Вельск—Хозьмино—Шабаново—Комсомольский.